# R.A.M.O.N.E.S.
R.A.M.O.N.E.S. ist ein Lied von Motörhead. Es erschien erstmals 1991 auf dem Album 1916 und ist eine Hommage an die Band Ramones.

## Entstehungsgeschichte
Das Lied wurde von Motörhead in der Besetzung von 1990 geschrieben. Als Songwriter sind daher Phil Campbell, Würzel, Lemmy und Phil Taylor angegeben. Es entstand als Hommage an die Ramones, die langjährige Weggefährten und Freunde von Motörhead, insbesondere von Lemmy Kilmister, waren. Zunächst eigentlich als langsamer Song mit anderem Text geplant, wurde er etwas schneller geschrieben und erinnerte dadurch an die Ramones. So entstand die Idee, eine Hommage an die Band zu richten. Der fertige Song, dessen Text vor allem von Lemmy Kilmister stammt, ahmt den typischen Aufbau eines Ramones-Songs nach. In der veröffentlichten Aufnahme handelt sich um ein schnell gespieltes Punkrock-Lied. Wie insbesondere bei den Liveshows der Ramones üblich, ist vor dem eigentlichen Song das typische Einzählen „1-2-3-4“ zu finden. Im Albumkontext ist es die schnellste und kürzeste Nummer des Albums. Im Lied selbst werden alle Mitglieder genannt, die bis zu diesem Zeitpunkt Teil der Ramones waren. Dazu gehörten in der damaligen Besetzung Joey Ramone, Johnny Ramone, CJ Ramone und Marky Ramone sowie die zwischenzeitlich ausgestiegenen Mitglieder Dee Dee Ramone und Tommy Ramone.
Das Lied wurde ebenfalls als Bonustrack der Sanctuary-Version des Albums Kiss of Death beigefügt. Dabei handelte es sich um eine neu eingespielte Version mit Mikkey Dee am Schlagzeug. Die SPV-Version, die in Europa veröffentlicht wurde, hatte stattdessen mit Whiplash eine Metallica-Coverversion als Bonustrack.

## Coverversionen
Die Ramones selbst waren sehr angetan von dem Song. Joey Ramone bezeichnete es als Ehre, dass für die Band ein Lied geschrieben wurde und verglich das Gefühl damit, als hätte ihm John Lennon einen Song gewidmet. Die Ramones selbst coverten das Lied in zwei verschiedenen Studioversionen. Eine erschien als Bonustrack auf ihrem Album ¡Adios Amigos! mit CJ Ramone als Hauptsänger. Eine zweite Version mit Joey Ramone am Gesang wurde auf dem Album Greatest Hits Live veröffentlicht. Auf dem Album We’re Outta Here wurde eine Ramones-Liveversion veröffentlicht, zu der Lemmy Kilmister Gesang und E-Bass beisteuerte.
Das Lied wurde auch mehrfach von anderen Bands gecovert. 1999 veröffentlichten The Huntingtons eine eigene Version auf ihrem Tributealbum File Under Ramones (Tooth & Nail Records). Auf dem 2006 veröffentlichten Fang Bang, dem zweiten Soloalbum von Wednesday 13 befindet sich als Bonustrack ebenfalls eine Coverversion. Live spielten The Offspring auf dem Rockfestival Rock in Rio V eine Version, bei der sie von Marky Ramone begleitet wurden.